# 瓦爾瓦里夫卡 (布利茲紐基區)
48°38′10″N 36°34′36″E / 48.63611°N 36.57667°E
瓦爾瓦里夫卡（烏克蘭語：Варварівка）是位於烏克蘭東部的村莊，由哈爾科夫州洛佐瓦區的布利茲紐基市鎮負責管轄。該村處於薩馬拉河右岸，始建於1775年，面積0.62平方公里，海拔高度82米，2001年人口195。